# Danja Haslacher
Danja Haslacher, en österrikisk alpin skidåkare.

## Meriter
- Paralympiska vinterspelen 2006 i Turin  Brons, Super-G stående